# Tony McManus
Tony McManus (ur. 1965, Paisley) – szkocki gitarzysta akustyczny irlandzkiego pochodzenia, grający folkową muzykę celtycką. Jest ceniony z powodu wyjątkowych umiejętności i ekspresywnej gry. Angielski gitarzysta John Renbourn opisał go jako "najlepszego gitarzystę celtyckiego na świecie".
Jego pierwszy album (Tony McManus) został wydany w 1996 przez Greentrax Recordings. Drugi, zatytułowany Pourquoi Quebec?, został nagrany w Quebecu i wydany w styczniu 1998. Trzeci (Ceol More) wydano w 2002.